# Jadwiga Stankowska
Jadwiga Maria Delfina Stankowska (ur. 31 lipca 1935 w Stobiecku, zm. 1 lutego 2017) – polska fizyk, zajmująca się fizyką ciała stałego, profesor nauk fizycznych.

## Życiorys
W 1956 ukończyła studia na Wydziale Matematyki, Fizyki i Chemii Uniwersytetu im. Adama Mickiewicza w Poznaniu, następnie podjęła pracę na macierzystej uczelni, w Instytucie Fizyki. Pracę doktorską obroniła w 1965, habilitowała się w 1974, w 1989 otrzymała tytuł profesora nauk fizycznych.
W swoich badaniach zajmowała się właściwościami fizycznymi kryształów ferroelektrycznych grupy TGS.
Od 1965 była członkiem Poznańskiego Towarzystwa Przyjaciół Nauk, od 1967 Polskiego Towarzystwa Fizycznego.
W 1977 została odznaczona Złotym Krzyżem Zasługi, w 1988 Krzyżem Kawalerskim Orderu Odrodzenia Polski.
Jej mężem był Jan Stankowski. Pochowana została na Cmentarzu Junikowo w Poznaniu.